# Employé de banque
Un employé de banque est un employé d'un établissement bancaire traitant des opérations : 
- soit en front office, notamment dans une agence bancaire, donc directement avec les clients. Il s'agit de guichetiers, conseillers financiers, télé-opérateurs...

- soit en back office, donc dans l'un des services administratifs de la banque (encaissements, virements, titres, crédits, comptabilité, opérations internationales...)

## Suisse
En Suisse c'est la formation d'employé de commerce qui ouvre le poste d'employé de banque.